# Ходакі (Поддембицький повіт)
Ходакі (пол. Chodaki) — село в Польщі, у гміні Задзім Поддембицького повіту Лодзинського воєводства.
Населення — 183 особи (2011).
У 1975-1998 роках село належало до Серадзького воєводства.

## Демографія
Демографічна структура станом на 31 березня 2011 року:
|          | Загалом | Допрацездатний вік | Працездатний вік | Постпрацездатний вік |
| -------- | ------- | ------------------ | ---------------- | -------------------- |
| Чоловіки | 90      | 12                 | 63               | 15                   |
| Жінки    | 93      | 18                 | 48               | 27                   |
| Разом    | 183     | 30                 | 111              | 42                   |